# Милун Видић
Милун Видић (Роге, Пожега, 9. март 1939 — Београд, 15. новембар 2007) био је српски вајар и универзитетски професор. Радио је на Универзитету уметности у Новом Саду и Београду.

## Биографија
Рођен 9. марта 1939. године у селу Роге код Ужичке Пожеге. Завршио Академију ликовних уметности у Београду као и постдипломске студије 1970. године на истој Академији у вајарској класи професора Мише Поповића.
Члан је УЛУС-а од 1968. године.
Од 1967. учествовао на бројним групним изложбама у Југославији и иностранству a од 1968. самостално излагао.
Од 1970. до 1977. године био је у статусу слободног уметника. Један је од оснивача и чланова вајарске групе ‘Десет плус’.
Од 1977. до 1994. године радио је на Академији уметности у Новом Саду где је прошао сва звања од асистента до редовног професора за предмет вајање са технологијом. Године 1994. прелази на Факултет примењених уметности у Београду где је радио као редовни професор за предмет вајање до 1. октобра 2004. године када одлази у пензију.
Дела му се налазе у Музеју савремене уметности у Београду, Народном музеју у Београду, Галерији југословенског портрета у Тузли, Галерији Ликовног сусрета у Суботици, Народном музеју у Крагујевцу, Савременој галерији у Панчеву, Галерији Културног центра „Мишко Крањец“ у Мурској Соботи, Галерији савремене уметности у Бањој Луци, Народном музеју у Краљеву итд.
Умро је у Београду 15. новембра 2007. године. Сахрањен је у Алеји заслужних грађана у Београду.

## Стваралаштво
У савременој српској скулптури у дрвету мало је примера за које се без резерве може констатовати да су сигуран аутентични допринос оном њеном делу који је континуирано отварао и креативно разматрао врло сложене и озбиљне пластичке проблеме. Дело Милуна Видића је већ у његовим првим иступањима на уметничкој сцени крајем шездесетих година запажено по крајње промишљеном, доследном и надасве успешном у материјалу проведеном специфичном стваралачком пројекту који га је одредио као истински заинтересованог и присутног уметника у условима заоштравања идеје аутохтоног у савремености. Тада је скренуо пажњу јавности настојањем да се одвоји од доминантних, тада важећих пластичких форми које су ослободиле скулптуру баласта пуне масе и њене тежине и упутили је према отварању облика и његовог говора самим својим изгледом без претензија према литерарној нарацији, већ напротив према таквим креативним узлетима обликовне имагинације која је управо у епохи овог аутора кроз многе примере достигла оне естетичке норме које на чудан, али и оправдан начин, важе и данас. Он полази од једног привидног принципа конструисања, или том моделу блиских намера, у ком ће процесу кренувши од јединичног елемента изградити целовит и семантички богат пластички свет. Милун Видић је од једне првобитно аморфне структуре (на линији архајских симбола, ритуалних предмета и асоцијативног учинка рудиментарних форми) у даљњим секвенцама разраде овог система доспео до правог вајарског идентитета и специфичне пластичке синтаксе са потпуна заокруженом личном поетиком. У том раду Видић је остао доследан једном материјалу – дрвету – мада је каткада чинио и одређене покушаје да у металу (ливено гвожђе, бојени и патинирани алуминијум, феро-цемент) одговори на изазове својих схватања једним чвршћим, хладнијим и инертнијим обликом. Међутим, и у таквим радовима он је тежио утиску рустичности, запуштености, временском постојању као трајном доказу људског присуствовања. У уметничким преокупацијама иако је остао доследан модерниста, Милун Видић је основним обликованим захватом изградио понешто промењену, готово ванвременску креативну позицију. Облици његовог рада, чврсто уверење у данашње вредности и значења савремене уметности, сасвим дефинисан вајарски рукопис довели су ово дело готово до притајене „монументалности“ тих, форматом, углавном мањих и средњих радова, у којима је њихов аутор препознат по трагалачким истрајностима и имагинативним потенцијалима ванредних могућности.

## Награде
- 1969. Београд, Награда АЛУ за извођење скулптуре у материјалу
- 1971. Тузла, Награда за скулптуру на Другој изложби југословенског портрета
- 1973. Врњачка Бања, Премија (прва награда) на I бијеналу југословенске скулптуре у пленеру, Зрењанин, Награда културно-просветне заједнице на XVIII изложби уметничке колоније Ечка
- 1976. Београд, Награда на изложби ‘Простор '76’ за извођење скулптуре у материјалу, Београд, Награда ливнице ‘Пластика’ на XVII Октобарском салону
- 1978. Краљево, Прва награда на Југословенском конкурсу за решење скулптуре у кругу фабрике ‘Магнохром’
- 1980. Београд, Награда листа ‘Политика’ из Фонда ‘Владислав Рибникар’ за самосталну изложбу скулптура у Салону Музеја савремене уметности у Београду 1979. године, Београд, Откупна награда на југословенском конкурсу за идејно решење Спомен парка Јајинци[1]
- 1981. Мурска Собота, Откупна награда на 5. бијеналу југословенске мале пластике, Бања Лука, Трећа награда на југословенском конкурсу за идејно решење споменика Веселина Маслеше (прва и друга награда нису додељене)
- 1985. Мурска Собота, Награда на 7. изложби Југословенске мале пластике (награда Галерије савремене уметности Панчево)
- 1986. Београд, награда за скулптуру на 27. октобарском салону, Београд, награда из фонда ‘Иван Табаковић’ Српске Академије наука и уметности за самосталну изложбу скулптура одржаној у Галерији Културног центра 1985. године
- 1993. Премија на Јесењој изложби УЛУС '93
- 2003. Плакета УЛУПУДС-а за скулптуру на Октобарском салону 2003. године
- 2005. Друга награда (са извођењем) на конкурсу спомен обележја ‘100 година туризма на Тари’ (са Арх. Бранимиром Митровићем)

## Самосталне изложбе
- 1968. Штип, Галерија „Безистан“
- 1970. Београд, Галерија Коларчевог народног универзитета
- 1973. Београд, Галерија Дома омладине
- 1975. Аранђеловац, Павиљон „Књаз Милош“
- 1979. Београд, Салон Музеја савремене уметности, Нови Сад, Галерија Трибине младих
- 1985. Београд, Ликовна галерија Културног центра Београда
- 1988. Београд, Галерија САНУ[2]
- 2000. Београд, Салон Музеја савремене уметности
- 2002. Ужице, Градска галерија. Зрењанин, Савремена галерија
- 2003. Лазаревац, Модерна галерија
- 2012. Нови Београд, Галерија „Блок“, ретроспективна изложба

## Скулптуре у јавном простору
- 1969. Смедеревска Паланка, простор испред зграде Општине
- 1972. Цазин, двориште и спортски терени основне школе „Нурија Поздерац“
- 1974. Врњачка Бања, парк погона киселе воде „Врњци“
- 1975. Аранђеловац, туристички пут Букуља-Венчац
- 1979. Краљево, круг фабрике „Магнохром“
- 1986. Горски Котар - Локве
- 1987. Лабин, Парк скулптура „Дубрава“
- 1988. Нови Београд, Парк пријатељства СПОМЕН ОБЕЛЕЖЈЕ (40 година од почетка изградње Новог Београда 1948-1988)
- 1997. Свилајнац, парк Пољопривредне школе

### Публикације, монографије
- 1980. Владо Бужанчић, Каталог-монографија, Међународни вајарски симпозијум ‘Бели Венчац’, - Аранђеловац
- 1982. Миодраг Б. Протић, Уметност на тлу Југославије, Скулптура XX века, Југославија, Београд, Спектар, Загреб, Књижевна комуна, Мостар
- 1985. др Павле Васић, Уметнички живот - критике, прикази, чланци (трећа књига), Универзитет уметности, Београд
- 1987. др Павле Васић, Уметнички живот - критике, прикази, чланци (четврта књига) од 1976.-1984, Универзитет уметности, Београд
- 1988. Сава Степанов, Потреба за сликом (библиотека „Ка уметности“ 1988), Савремена галерија центра за културу ‘Олга Петров’, Панчево
- 1988.
- 1989. Балша Рајчевић, Књиге за уметност - есеји и ликовне критике, Никишић
- 1991. Ко је ко у Србији - Лексикон, Библиофон, Београд
- 1995. Дарко Шаренац, Београдска скулптура у слободном простору - Паркови, људи, догађаји, Експортпрес, Београд
- 2000. Дејан Ђорић, ‘Бели Венчац’, (монографија), Југословенска смотра ‘Мермер и звуци’, Аранђеловац
- 2001. Лексикон уметника Војводине - Лексикон савремених уметника (вол. 1), Вега Медиа, Нови Сад
- 2001. Милош Јевтић, Средишта Владимира Розића (колекција ‘Одговори’), Београдска књига, Кеј, Ваљево
- 2003. Слободан Ристић, Време без илузија, Клио, Београд
- 2003. Никола Шуица, Простори постојаности, (монографија), УЛУС, Карић Фондација, Београд

### Критике, прикази (избор)
- Зоран Павловић, Скулптуре Милуна Видића, Борба, Београд, 14. новембар 1970.
- Јосип Деполи, Загребачке изложбе, Око, Загреб, 20. март до 3. април 1970.
- Балша Рајчевић, Изложба скулптура Милуна Видића, Књижевна реч, бр. 10, Београд, јануар 1973.
- Коста Васиљковић, Богатија осећања, Новости, Београд, 12. јануар 1973.
- Павле Васић, Кроз београдске ликовне галерије, Изложба младих, Политика, Београд, 20. јануар 1973.
- Ђорђе Кадијевић, Црта заједништва, НИН, Београд, 24. август 1975.
- Елена Цветкова, Дилеме ликовног тренутка - у поводу изложбе „Актуелности у српској ликовној уметности“ у Модерној галерији, Вечерњи лист, Загреб, 6. мај 1977.
- Александар Басин, Писмо из Љубљане - Нови подстицаји - поводом изложбе младих српских уметника у Љубљани, Политика, Београд, 3. децембар 1979.
- Франц Залар, Ликовна искања ин спортиве - Србски сликарји и кипарји в Љубљански Местни Галерији, Љубљански дневник, Љубљана. 26. октобар 1979.
- Јанез Месенел, Деветорица српских ликовних уметника - Средња генерација српских сликара и скулптора у Местној галерији, Дело, Љубљана, 3. новембар 1979.
- Никола Кусовац, Изложба скулптура Милуна Видића, Изворно, Политика експрес, Београд, 7. март 1979.
- Слободан Ристић, Просторни смисао скулптуре - поводом самосталне изложбе Милуна Видића, Политика, Београд, 24. фебруар 1979.
- Зоран Маркуш, Блиско и богато - скулптуре Милуна Видића у Салону београдског Музеја савремене уметности, Борба, Београд, 12. март 1979.
- Душан Ђокић, Предели Милуна Видића, Књижевна реч, бр. 119, Београд, 25. март 1979.
- Срето Бошњак, Могућности фигурације, Књижевне новине, бр. 581, Београд, 28. април 1979.
- Балша Рајчевић, Милун Видић - Салон музеја савремене уметности, Уметност '65, Београд, 1979.
- Сава Степанов, Цртежи, слике, скулптуре, Мисао, Нови Сад, 5. април 1979.
- Андреј Тишма, Два одговора, Глас омладине, Нови Сад, 6. април 1979.
- Владимир Малековић, Генерацијски одабир - Београдски млади уметници излажу у Галерији „Карас“, Вјесник, Загреб, 16. фебруар 1980.
- Миланка Тодић, Примери објекат скулптуре у Београду (en hommage 'а Lazar Trifunović), Домети 12, Ријека, 1984.
- Никола Кусовац, Без промашаја, Политика експрес, Београд, 18. април 1985.
- Зоран Маркуш, Откривање тајанства, Политика, Београд, 12. април 1985.
- Ђорђе Кадијевић, На проби времена, Скулптуре Милуна Видића у галерији Културног центра у Београду, НИН, Београд, 28. април 1985.
- Душан Ђокић, Отпор површином, Борба, Београд, 23. април 1985.
- Јован Деспотовић, Кроз београдске галерије, Трагалачка истрајност, Милун Видић скулптуре, Ликовна галерија Културног центра Београда, Трећи програм Радио Београда, Београд, април 1985, Јединство, Приштина, 20. април 1985.
- Др Ванда Екл, Лирика жичаног сплета - Кипарски чин је посебно осмишљен у природним амбијентима Горског Котара, Вјесник, Загреб, 3. септембар 1986.
- Братислав Љубишић, Милун Видић, Галерија Културног центра Београда, Уметност 68, Београд 1986.
- Зоран Маркуш, Обнављање знака - скулптуре Милуна Видића у галерији САНУ, Политика, Београд, 10. јун 1988.
- Василије Б. Сујић, Снажни успон - изложба Милуна Видића у галерији САНУ, Новости, Београд, 26. јун 1988.
- Братислав Љубишић, Ликовна галерија САНУ - Милун Видић, Ликовни живот, бр. 3, Београд, јун 1988.
- Мића Поповић, Ствараоци и дела, Видићеве скулптуре - Видић је очигледно човек и скулптор који током рада сумња у све, Политика, Београд, 25. јун 1988.
- Љиљана Ћинкул, У галерији САНУ приређена је изложба скулптура београдског вајара Милуна Видића, Трећи програм Радио Београда, Београд, 18. јул 1988.
- Срето Бошњак, Светови Милуна Видића, Летопис Матице српске, Нови Сад, децембар 1988.
- Василије Б. Сујић, Скулптура - симбол, Новости, Београд, 14. април 2000.
- Марта Вукотић–Лазар, Слике уметникове душе - Милун Видић, скулптуре, Салон Музеја савремене уметности, Глас, Београд, 22. април 2000.
- Ђорђе Кадијевић, Трагови постојања, НИН, Београд, 20. април 2000.
- Мирјана Радојчић, У пределима духа, Изложба Милуна Видића у Салону Музеја савремене уметности, Политика, Београд, 5. јун 2000.
- Зоран Качаревић, Милун Видић, скулптуре, Салон Музеја савремене уметности, април 2000, Ликовни живот 85/86, фебруар—јун 2000.
- Марина Пипан, Милун Видић, скулптуре, ЛИКОВНИ ЖИВОТ 85/86, фебруар—јун 2000.
- В. Далиловић, Скулптуре Милуна Видића у Салону Музеја савремене уметности - У једном - искуство пређеног пута, Борба, Београд, 11. април 2000.
- Јован Деспотовић, Милун Видић – скулптуре, Трећи програм Радио Београда, Београд, 18. април 2000.

### Предговори каталога (избор)
- 1970. Мира Јуришић, Галерија Коларчевог народног универзитета, Београд
- 1973. Павле Стефановић, Галерија Дома омладине, Београд
- 1975. Ђорђе Кадијевић, Павиљон ‘Књаз Милош’, Аранђеловац
- 1977. Драгош Калајић, Драгош Калајић представља ‘Десет плус’, Галерија Коларчевог народног уни-верзитета, Београд
- 1979. Балша Рајчевић, Салон Музеја савремене уметности, Београд
- 1979. Ирина Суботић, Српски сликарји ин кипарји 5+5, Местна галерија, Љубљана
- 1979. Душан Ђокић, Галерија Трибине младих, Нови Сад
- 1980. Ирина Суботић, Београдски млађи уметници, Салон ‘Карас’ галерије, Загреб, Павиљон ‘Цвијета Зузорић’, Београд
- 1985. Срето Бошњак, Ликовна галерија Културног центра Београда, Београд
- 1985. Александар Басин, „ТЕККА 82, 83, 84“, Галерија Младинске књиге АРС, Љубљана, Питкова галерија, Рибница
- 1988. Срето Бошњак, Галерија САНУ, Београд
- 2000. Александра Грујовић, Сабирање искуства пређеног пута — тридесет година скулптуре Милуна Видића, Салон Музеја савремене уметности, Београд
- 2000. Мирјана Радојчић, Градска галерија, Пожега
- 2001. Душан Ђокић, Димензија ритма, цртеж и динамичке структуре у савременој скулптури, Ликовна галерија Културног центра Београда, Београд
- 2002. Миланка Тодић, Врбово дрво и камен мудрости, Градска галерија, Ужице
- 2002. Јасминка Туторов, Савремена галерија, Зрењанин